# فريدة محمد علي
فريدة محمد علي (1963 -) هي قارئة مقام عراقية وعضو في فرقة المقام العراقي التراثية، من مواليد (1963,كربلاء،العراق).دخلت معهد الدراسات الموسيقية في بغداد عام 1985م وحصلت على دبلوم فن (قسم المقام العراقي وآلة العود) عام 1990م. وقد دَرست مادة المقام العراقي في معهد الدراسات الموسيقية في بغداد ما بين 1990م إلى 1997م وبهذا تكون أول أمرأة تعمل كأستاذة لهذه المادة في المعهد.

## إصداراتها
سجلت العديد من الأشرطة والإسطوانات الغنائية.
|                                |         | [ 8 ] [ 9 ] |                                       |
| الاسم                          | النوع   | سنة الاصدار | التوزيع الموسيقي                      |
| ------------------------------ | ------- | ----------- | ------------------------------------- |
| فريده ومقامات عراقية           | كاسيت   | 1987        | شركة النظائر في الكويت                |
| منوعات فريدة                   | كاسيت   | 1989        | شركة بابل في العراق                   |
| موسيقى كلاسيكية من العراق      | أسطوانة | 1998        | شركة سمرقند الهوالندية                |
| مقامات ومواويل عراقية          | أسطوانة | 2000        | شركة سمرقند في هولندا                 |
| الرحيل                         | أسطوانة | 2001        | شركة شمس وقمر الهولندية               |
| التراث                         | أسطوانة | 2003        | مؤسسة منير بشير                       |
| صوت الرافدين                   | أسطوانة | 2003        | شركة لونك دستن الفرنسية العالمية      |
| بغداد الأزل قصائد ومقامات      | أسطوانة | 2004        | مؤسسة المقام العراقي في هولندا        |
| إشراقات                        | أسطوانة | 2005        | شركة سنيل ريكورد وود كونكشن في هولندا |
| جوزة أون جاز                   | أسطوانة | 2007        | شركة بلو كاب العالمية في هولندا       |
| شمس العراق                     | أسطوانة | 2008        | شركة بلو كاب العالمية في هولندا       |
| العراق .. مقامات وأغاني الحنين | أسطوانة | 2009        | مؤسسة المقام في هولندا                |

## وصلات خارجية
- السيرة الذاتية للفنانة فريدة نسخة محفوظة 5 فبراير 2008 على موقع واي باك مشين.